# CR110 (Luxemburg)
De CR110 (Chemin Repris 110) is een verkeersroute in Luxemburg tussen Esch-sur-Alzette (N4c) en Koerich (CR105). De route heeft een lengte van ongeveer 29 kilometer.

## Routeverloop
De CR110 begint in de zuidelijke stad Esch-sur-Alzette en gaat met een zigzag naar Ehlerange. De route gaat verder in noordwestelijke richting en bevindt zich tussen Esch-sur-Alzette en Bascharage vooral in bebouwd gebied. Tussen Bascharage en Kleinbettingen bevindt de route zich afwisselend in bosgebied als in open veld. Tevens bevindt de CR110 in dit gedeelte in de buurt van de Belgische grens. In Kleinbettingen gaat de route richting het oosten door Hagen heen naar Windhof. Dit gedeelte van de route is weer bebouwd. De CR110 gaat vervolgens door de open velden naar het noorden, naar Koerich. Ten noordwesten van Koerich bij de rivier de Eisch sluit de CR110 aan op de CR105.
Tot 1995 lag de CR110 in Esch-sur-Alzette over Rue de Belvaux en Rue d'Ehlerange en niet over de Rue Joseph Kiefer. Hierdoor begon de CR110 oostelijker aan de N4c en had het geen aansluiting aan de N4d.

## Plaatsen langs de CR110
- Esch-sur-Alzette
- Ehlerange
- Soleuvre
- Sanem
- Bascharage
- Clemency
- Grass
- Kleinbettingen
- Hagen
- Windhof
- Koerich

## CR110a
De CR110a is een 1 kilometer lange verbindingsroute tussen Bascharage en Hautcharage. De route verbindt de CR110 in Bascharage met de CR111 in Hautcharage.

## CR110c
De CR110c is een verbindingsweg bij Grass. De ongeveer 500 meter lange route verbindt de CR110 met de Belgische grens richting Sterpenich.

## CR110d
De CR110d is een verbindingsweg bij Kleinbettingen. De ongeveer 550 meter lange route verbindt de CR110 met de CR106 parallel aan de A6 E25.
CR101 ·
CR102 ·
CR103 ·
CR104 ·
CR105 ·
CR106 ·
CR107 ·
CR108 ·
CR109 ·
CR110 ·
CR111 ·
CR112 ·
CR113 ·
CR114 ·
CR115 ·
CR116 ·
CR117 ·
CR118 ·
CR119 ·
CR120 ·
CR121 ·
CR122 ·
CR123 ·
CR124 ·
CR125 ·
CR126 ·
CR127 ·
CR128 ·
CR129 ·
CR130 ·
CR131 ·
CR132 ·
CR133 ·
CR134 ·
CR135 ·
CR136 ·
CR137 ·
CR138 ·
CR139 ·
CR140 ·
CR141 ·
CR142 ·
CR143 ·
CR144 ·
CR145 ·
CR146 ·
CR147 ·
CR148 ·
CR149 ·
CR150 ·
CR151 ·
CR152 ·
CR153 ·
CR154 ·
CR155 ·
CR156 ·
CR157 ·
CR158 ·
CR159 ·
CR160 ·
CR161 ·
CR162 ·
CR163 ·
CR164 ·
CR165 ·
CR166 ·
CR167 ·
CR168 ·
CR169 ·
CR170 ·
CR171 ·
CR172 ·
CR173 ·
CR174 ·
CR175 ·
CR176 ·
CR177 ·
CR178 ·
CR179 ·
CR180 ·
CR181 ·
CR182 ·
CR183 ·
CR184 ·
CR185 ·
CR186 ·
CR187 ·
CR188 ·
CR189 ·
CR190
CR200 ·
CR201 ·
CR202 ·
CR203 ·
CR204 ·
CR205 ·
CR206 ·
CR207 ·
CR208 ·
CR210 ·
CR211 ·
CR212 ·
CR213 ·
CR215 ·
CR216 ·
CR217 ·
CR218 ·
CR219 ·
CR220 ·
CR221 ·
CR222 ·
CR223 ·
CR224 ·
CR225 ·
CR226 ·
CR227 ·
CR228 ·
CR229 ·
CR230 ·
CR231 ·
CR232 ·
CR233 ·
CR234
CR301 ·
CR302 ·
CR303 ·
CR304 ·
CR305 ·
CR306 ·
CR307 ·
CR308 ·
CR309 ·
CR310 ·
CR311 ·
CR312 ·
CR313 ·
CR314 ·
CR315 ·
CR316 ·
CR317 ·
CR318 ·
CR319 ·
CR320 ·
CR321 ·
CR322 ·
CR323 ·
CR324 ·
CR325 ·
CR326 ·
CR327 ·
CR328 ·
CR329 ·
CR330 ·
CR331 ·
CR332 ·
CR333 ·
CR334 ·
CR335 ·
CR336 ·
CR337 ·
CR338 ·
CR339 ·
CR340 ·
CR341 ·
CR342 ·
CR343 ·
CR344 ·
CR345 ·
CR346 ·
CR347 ·
CR348 ·
CR349 ·
CR350 ·
CR351 ·
CR352 ·
CR353 ·
CR354 ·
CR355 ·
CR356 ·
CR357 ·
CR358 ·
CR359 ·
CR360 ·
CR361 ·
CR362 ·
CR364 ·
CR365 ·
CR366 ·
CR367 ·
CR368 ·
CR369 ·
CR370 ·
CR371 ·
CR372 ·
CR373 ·
CR374 ·
CR375 ·
CR376 ·
CR377 ·
CR378 ·
CR379
Routes die cursief vermeld staan, zijn voormalige routes.